# Dolar hiszpański
Dolar hiszpański – srebrna moneta równa wartością równa ośmiu realom, skąd też jej nazwa w języku hiszpańskim real de a ocho – „kawałek z ośmiu”. Bita od hiszpańskiej reformy monetarnej z 1497 roku, aby móc korespondować z niemieckim talarem. Na jej podstawie stworzony został dolar amerykański, z którym legalnie funkcjonowała do czasu uchwalenia aktu menniczego z 1857 roku. Ponieważ była szeroko używana zarówno w Europie, w Amerykach oraz na Dalekim Wschodzie stała się pierwszą walutą światową u skraju XVIII wieku. Wiele istniejących dziś walut, jak dolar kanadyjski, czy amerykański czy yuan chiński bazowały początkowo na dolarach hiszpańskich.

## Etymologia
W XVI wieku czeski hrabia Hieronymus Schlick rozpoczął bicie monety zwanej Joachimsthaler, od niemieckiej nazwy Jachymowa (Joachimstal), doliny w której wydobywano srebro. Joachimsthaler został niebawem skrócony do taler i szybko wpasował się do wielu języków.

## Historia
Po wprowadzeniu przez Arcyksięstwo Austriackie guldinerów w 1486 roku w reszcie Europy również pojawiła się idea bicia monet o wysokiej zawartości srebra. Reforma monetarna w Hiszpanii z 1497 roku wprowadziła monetę ośmiorealową.
W kolejnych wiekach, aż do XIX włącznie moneta była bita zarówno w Hiszpanii jak i nowym świecie. Główne mennice Indii Zachodnich znajdowały się w Potosí, Limie oraz mieście Meksyk; różniły się od bitych w Hiszpanii wizerunkiem słupów Heraklesa na rewersie. W XIX wieku nominał dolarów został ustalony na wysokości 20 reali, a ostatecznie 2 escudów.
Przyjęcie przez Hiszpanię peset oraz dołączenie do Łacińskiej Unii Monetarnej zakończyła dominację dolarów. W latach 90. XX wieku bito pamiątkowe monety 2000-pesetowe podobne krojem do 8 reali.